# Волнухін Сергій Анатолійович
Сергі́й Анато́лійович Волну́хін (1986—2014) — солдат Збройних сил України, учасник російсько-української війни.

## Життєпис
Народився 1986 року в місті Нікольський (Карагандинська область, нині — Улитауська область). Батьки переїхали із Казахстану, проживали в місті Славутич, де Сергій закінчив ЗОШ № 3.
Водій взводу МТЗ, 72-а окрема механізована бригада.
6 серпня 2014-го при виході з оточення бійці потрапили під вогонь противника із засідки біля села Дмитрівка Шахтарського району. Зрикошетивши від броні, куля пройшла збоку в незахищену бронежилетом частину тіла Волнухіна.
Вдома залишилися дружина та маленька донька.
Похований а місті Славутич.

## Нагороди та вшанування пам'яті
- орден «За мужність III ступеня» (14.11.2014, посмертно)
- 29 серпня 2014-го міська рада Славутича ухвалила рішення присвоїти Сергію Волнухіну звання почесного громадянина міста
- у червні 2015 року в Славутицькій ЗОШ № 3 відкрито меморіальні дошки випускникам Денису Гултуру та Сергію Волнухіну
- його портрет розміщений на меморіалі «Стіна пам'яті полеглих за Україну» у Києві: секція 2, ряд 7, місце 14
- вшановується 6 серпня в Міністерстві оборони України на щоденному ранковому церемоніалі вшанування захисників України, які загинули цього дня у різні роки внаслідок російської збройної агресії на Сході України.